# He Zhien
He Zhien (1º maggio 2007) è una sincronetta cinese.

## Palmarès
- Mondiali giovanili:

Lima 2024: oro nel team programma tecnico e programma libero.

### Coppa del Mondo
- 1 podio:
  - 1 terzo posto (1 nella gara a squadre)